# Daisy Lewis
Pour les articles homonymes, voir Lewis.
Daisy Lewis est une actrice britannique ayant joué au théâtre et à la télévision.

## Biographie
Daisy Lewis a fait sa scolarité à Port Regis School à Shaftesbury, dans le Dorset, en Angleterre, avant de faire ses études au DLD College à Londres, puis au King's College de la même ville, où elle étudie la littérature britannique. Avant d'entrer à l'université, elle écrit des articles pour The Sunday Telegraph et The Art Newspaper. Elle renforce sa formation théâtrale au National Youth Theatre, une association de charité londonienne proposant des activités théâtrales aux jeunes gens.

## Filmographie
- 2007 : Doctor Who, épisode « L'Embouteillage sans fin »
- 2007 : After You've Gone
- 2009 : Inspecteur Lewis
- 2009 : Le Secret de Green Knowe
- 2013-2014 : Downton Abbey